# 제1대 그래프턴 공작 헨리 피츠로이
제1대 그래프턴 공작 헨리 피츠로이(Henry FitzRoy, 1st Duke of Grafton, KG, 1663년 7월 28일~1690년 10월 9일)는 영국의 귀족으로, 찰스 2세와 제1대 클리블랜드 공작 부인 바바라 팔머 사이에서 사생아로 태어났다.

## 생애
1672년 8월에 헨리 피츠로이는 제1대 알링턴 백작 헨리 베넷(Henry Bennet, 1st Earl of Arlington)의 상속녀인 이사벨라와 결혼했다.
헨리 피츠로이는 결혼과 동시에 서드베리 남작(Baron Sudbury), 입스위치 자작(Viscount Ipswich), 그리고 유스턴 백작(Earl of Euston)이 되었으며, 1675년에 그래프턴 공작(Duke of Grafton)이 되었고, 1680년 찰스 2세는 그에게 가터 훈장을 수여 하였다. 1681년에는 척탄병 근위대(Grenadier Guards)의 대령이 되었다.
해군학교에서 교육받은 뒤 1684년에 룩셈부르크 포위공격(Gsiege of Luxembourg)에 참여하여 무공을 세웠고, 제임스 2세의 대관식 때 보안 무관장(Lord High Constable)에 임명되었다.
몬머스 공작이 반란을 일으켰을 때 서머싯에서 국왕군을 지휘했으나, 1688년 명예혁명 당시에는 제1대 말버러 공작 존 처칠의 편에 서서 빌럼 판 오라녜 공을 지지하였다.
후에도 윌리엄 3세를 위하여 아일랜드의 코크를 공격하다가 부상을 입고 죽었고 사후 아들 찰스가 뒤를 이어 그래프턴 공작이 되었다.